# Liste brasilianischer Bildhauer
Die Liste brasilianischer Bildhauer enthält Künstler aus allen Zeiten, die sich hauptsächlich der Bildhauerei gewidmet haben oder als Schöpfer bildhauerischer Werke Brasiliens bekannt geworden sind.
Die Aufnahme in die Liste erfolgt nach den Kriterien für bildende Künstler der deutschsprachigen Wikipedia. Sie ist nicht auf Vollständigkeit ausgelegt. Die Sortierung erfolgt lexikalisch nach dem Nachnamen.

## A
- José Antônio Van Acker (1931–2000), bekannt als Van Acker, auch Maler
- Alfred Adloff (1874–19??), Deutschbrasilianer
- Angelina Agostini (1888–1973) , vorwiegend Malerin
- José Roberto Aguilar (* 1941), vorwiegend Maler, schuf in den 1990er Jahren Werke aus Glas und Keramik
- Demétrio Albuquerque (* 1961), schuf das Nie-wieder-Folter-Monument in Recife
- Aleijadinho (1738–1814), brasilianischer Barock
- Efrain Almeida (* 1964)
- Fritz Alt (1902–1968), Deutschbrasilianer
- Moussia Pinto Alves (1901–1986)
- Manoel da Silva Amorim (1780–1873), Sakralkunst
- Farnese de Andrade (1926–1996), Objektkunst
- Constantine Andreou (1917–2007)
- Jorge dos Anjos (* 1957)
- Erna Antunes (1926–2014) , bekannt als Erna Y
- André Arjonas (1885–1970), Sakralkunst
- Alexandre Azedo (* 1948), Monumentalwerke

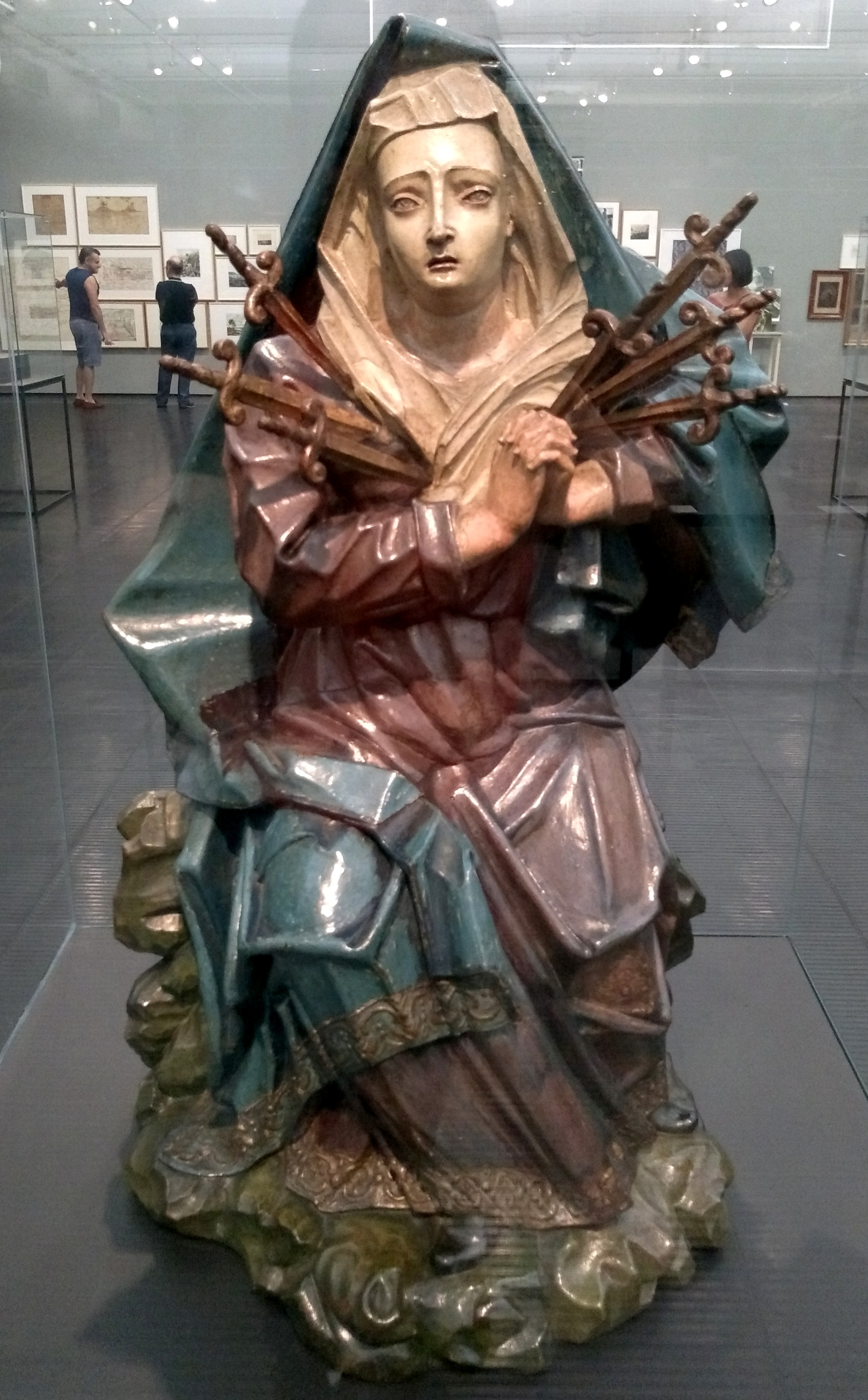
Aleijadinho: Nossa Senhora das Dores
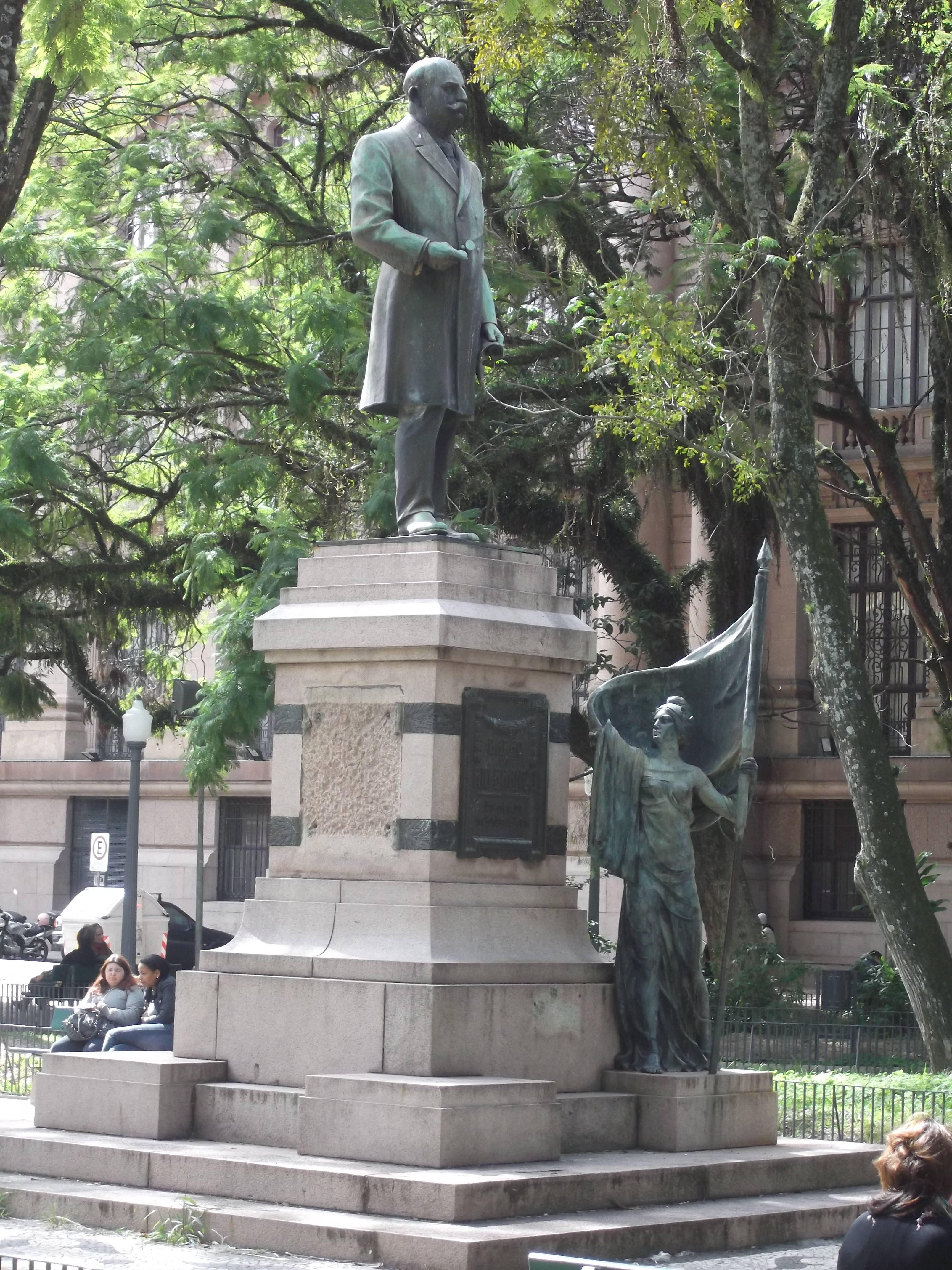
Alfred Adloff: Denkmal für den Barão do Rio Branco
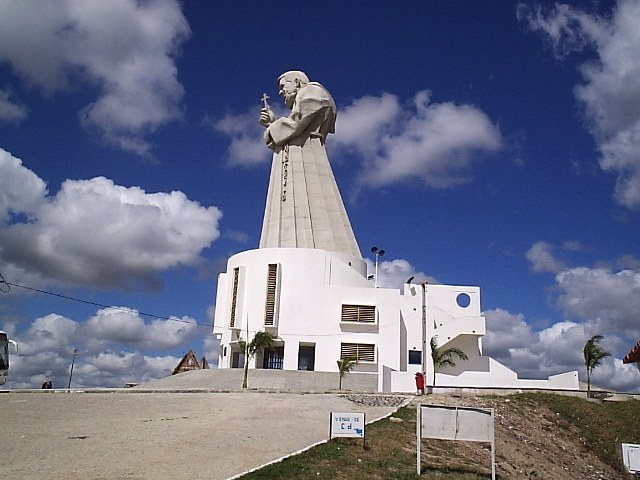
Alexandre Azedo: Memorial Frei Damião
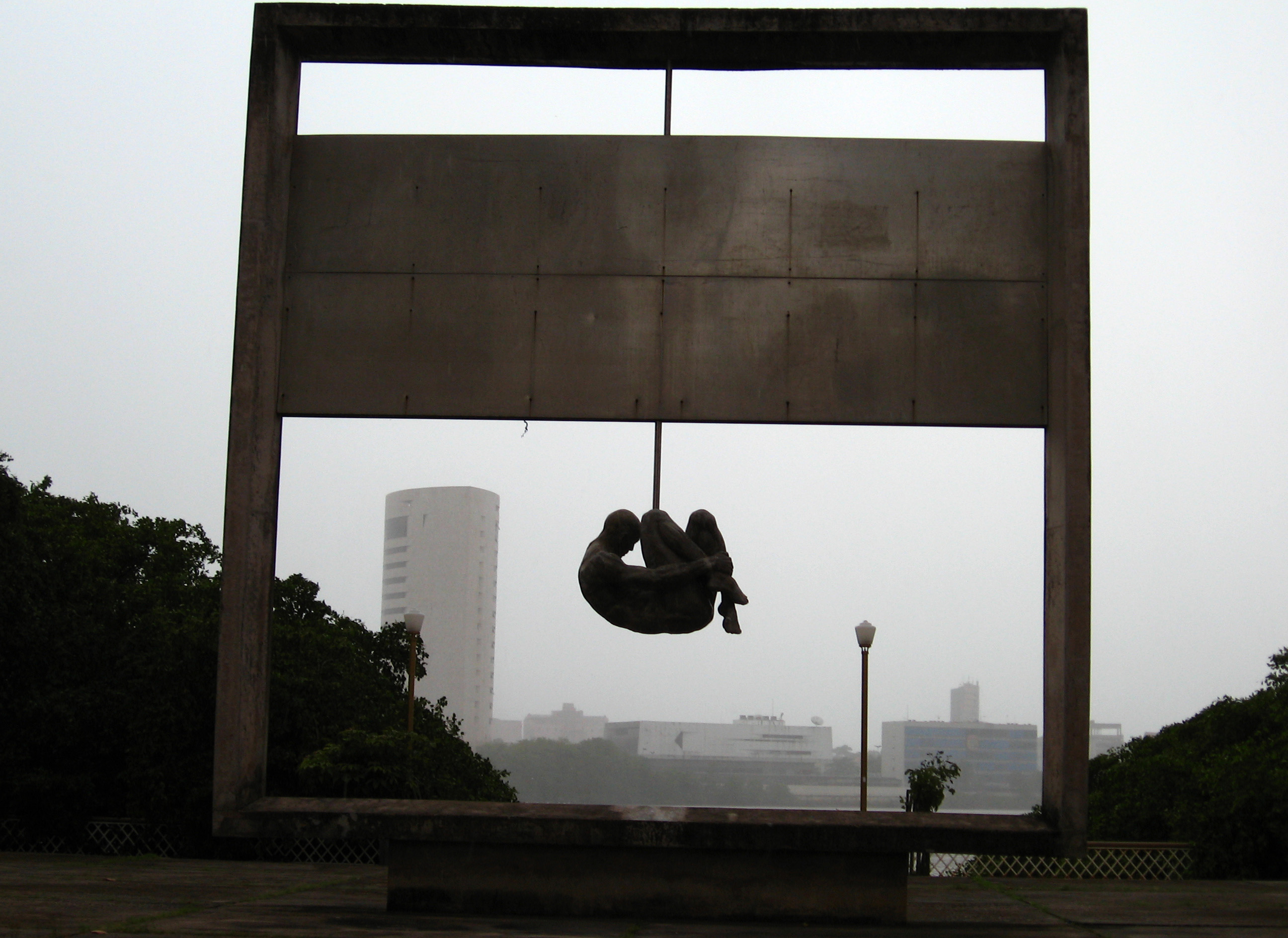
Demétrio Albuquerque: Monumento Tortura Nunca Mais

## B
- Frida Baranek (* 1961)
- Luiz Paulo Baravelli (* 1942), auch Maler
- Francisco Magalhães Barbosa (1925–2004), Junk Art
- Vitoria Basaia (* 1951)
- Torquato Bassi (1880–1967), auch Landschaftsmaler
- Luis Bayon, lehrt auch am Museu Brasileiro da Escultura (MuBE)
- Rodolfo Bernardelli (1852–1931)
- Ligia Borba (* 1952), Keramikerin
- Elisa Bracher (* 1965)
- José Brasanelli (1659–1728), Barock (Jesuitenreduktionen)
- Victor Brecheret (1894–1955), bekannt für das Monumento às Bandeiras (Monumentaldenkmal)
- Francisco Brennand (1927–2019), Monumentalkeramiken
- Francisco Xavier de Brito († 1751), Barroco Mineiro
- Romero Britto (* 1963), Neo Pop
- Luigi Brizzolara (1868–1937)
- Athos Bulcão (1918–2008), bekannt für moderne Wandgestaltung (Azulejos)

## C
- Domenico Calabrone (1928–2000)
- Sérgio de Camargo (1930–1990)
- Delton Capozzi, (* vor 1950), auch Kunstdidaktiker
- Antônio Caringi (1905–1981), Monumentaldenkmäler
- Francisco Klinger Carvalho (* 1966), Moderne
- Aluísio Carvão (1920–2001), Konkretismus
- Amilcar de Castro (1920–2002), Neokonkretismus
- Saint Clair Cemin (* 1951)
- Alfredo Ceschiatti (1918–1989)
- Francisco das Chagas, 18. Jahrhundert, Bahia
- Maria Helena Chartuni (* 1942)
- Sandra Cinto (* 1968)
- Lygia Clark (1920–1988)
- Roberto Claussen (* 1966)
- Felipe Cohen (* 1976)
- Lelio Coluccini (1910–1983), modernistisch
- Domingos da Conceição
- Fernando Corona
- Raimundo da Costa e Silva
- Humberto Cozzo
- Mário Cravo
- Mário Cravo Neto

## D
- Alberto Delpino
- José Leonilson Bezerra Dias (1957–1993), bekannt als Leonilson
- Edgar Duvivier (Bildhauer, 1916) (1916–2001), brasilianischer Bildhauer
- Edgar Duvivier (Bildhauer, 1955) (* 1955), brasilianischer Bildhauer, Maler, Illustrator, Saxophonist, Klarinettist und Komponist

## E
- Sonia Ebling (1918–2006)
- Adrian Henri Vital van Emelen
- Galileo Emendabili
- Pedro Escosteguy
- Sérvulo Esmeraldo
- Iran do Espírito Santo

## F
- Nelson Boeira Faedrich
- Hélvio Fantato
- Margarita Farré
- Kazmer Féjer
- Nelson Felix
- Marc Ferrez
- Zéphyrin Ferrez
- João Batista Ferri
- Aurélio de Figueiredo
- Vitoriano dos Anjos Figueiroa
- Ernesto De Fiori
- Alex Flemming
- Wenzel Folberger
- Valentim da Fonseca e Silva
- Carlo Giovanni Battista Fossati
- Julieta de França
- Siron Franco (* 1947)
- Ferdinand Frick
- Jacob Aloys Friedrichs
- João Vicente Friedrichs
- Miguel Friedrichs
- Mauro Fuke
- Fernando Furlanetto

## G
- Francesco Antonio Gallotti
- Giuseppe Gaudenzi
- Gaetano De Gennaro
- Bruno Giorgi
- Fernando de Araujo Gomes
- Gilberto Gomes
- Leda Gontijo
- Vicente Di Grado
- Ivald Granato
- John Graz
- Gregório Gruber
- Júlio Guerra
- Ângelo Guido
- Marcos Guimarães

## H
- Leopold Haar
- Elke Hering
- Abelardo da Hora
- Alex Hornest

## I
- Arcangelo Ianelli
- Tomás Ianelli

## J
- João Baptista Jacob
- Baptista Jacobs
- Adriana Janacópulos
- Agostinho de Jesus

## K
- Modestino Kanto
- Eliana Kertész
- Israel Kislansky
- Lucia Koch
- Frans Krajcberg (1921–2017)
- Cláudio Kuperman

## L
- César Lacanna (1901–1983)
- Karin Lambrecht (* 1957)
- Felícia Leirner (1904–1996)
- Leonilson siehe José Leonilson Bezerra Dias
- Francisco Leopoldo e Silva (1879–1948)
- Luiz Carlos de Andrade Lima (1933–1998)
- José Otávio Correia Lima (1878–1974)
- José Corbiniano Lins (* 1924)
- Amadeo Luciano Lorenzato (1900–1995)

## M
- Cleber Machado
- Ivens Machado
- Juarez Machado
- Teixeira Machado
- Anna Maria Maiolino (* 1942)
- Manuel Manços
- Marla Marques
- Aldemir Martins
- Manuel Martins
- Maria Martins (1894–1973)
- Anselmo de la Matta
- Francisco Meneguzzo
- Celso Antônio Silveira de Menezes
- Denise Milan
- Jesuíno do Monte Carmelo
- Ascânio Maria Martins Monteiro (* 1941), bekannt als Ascânio MMM
- Paulo Monteiro
- Avatar Moraes
- Clécius Rodrigues de Morais
- Roberto Moriconi
- Luis Morrone
- Christina Motta
- Caio Mourão

## N
- Carlota de Camargo Nascimento
- Frederico Nasser
- Gilberto Aguillar Navarro
- Emmanuel Nery
- Ernesto Neto (* 1964)
- Chico Niedzielski
- Kimi Nii
- Elisabeth Nobiling (1902–1975)
- José Coelho de Noronha

## O
- Hélio Oiticica (1937–1980)
- Oscar Oiwa
- João Pereira de Oliveira
- Tomie Ohtake (1913–2015)

## P
- Antonio Palocci
- Lygia Pape (1927–2004)
- João Zaco Paraná
- Gianni Parziale
- Honório Peçanha
- Olice Pedra de Caldas
- Bruno Pedrosa
- Luís Peixoto
- Frederico Pellarin
- Edson Pereira
- Ary Perez
- Antonio Peticov
- Agostinho da Piedade
- Francisco Manuel Chaves Pinheiro
- Inácio Ferreira Pinto
- Rodolfo Pinto do Couto
- Adriano Pittanti
- Cristina Pozzobon
- Vasco Prado

## R
- Franz Radermacher
- Nuno Ramos
- Anton Sepp von Rechegg (1655–1733)
- Cândido Caetano de Almeida Reis
- José Resende (* 1945)
- Jackson Ribeiro
- Nicola Rollo
- Vilmo Rosada
- Karin Rosenbaum (* 1954)

## S
- Eduardo de Sá
- Murilo Sá Toledo
- Luiz Sacilotto (1924–2003)
- Tadakiyo Sakai
- Gilberto Salvador
- Antônio Benedicto de Santa Bárbara
- Agnaldo dos Santos
- Diana Santos
- Luís Dias dos Santos
- Adélio Sarro
- Franz Schubert
- Bruno Segalla
- Armando Moral Sendin
- Paulo Batista de Siqueira (1949–1995), Monumentaldenkmäler
- Manuel Alves Setúbal
- Alberto Porfírio da Silva
- João do Couto Silva
- Quirino da Silva
- Jacinto de Sousa
- Alfredo Staege
- Pietro Stangherlin
- Erbo Stenzel
- Francisco Stockinger (1919–2009)
- Izrael Szajnbrum

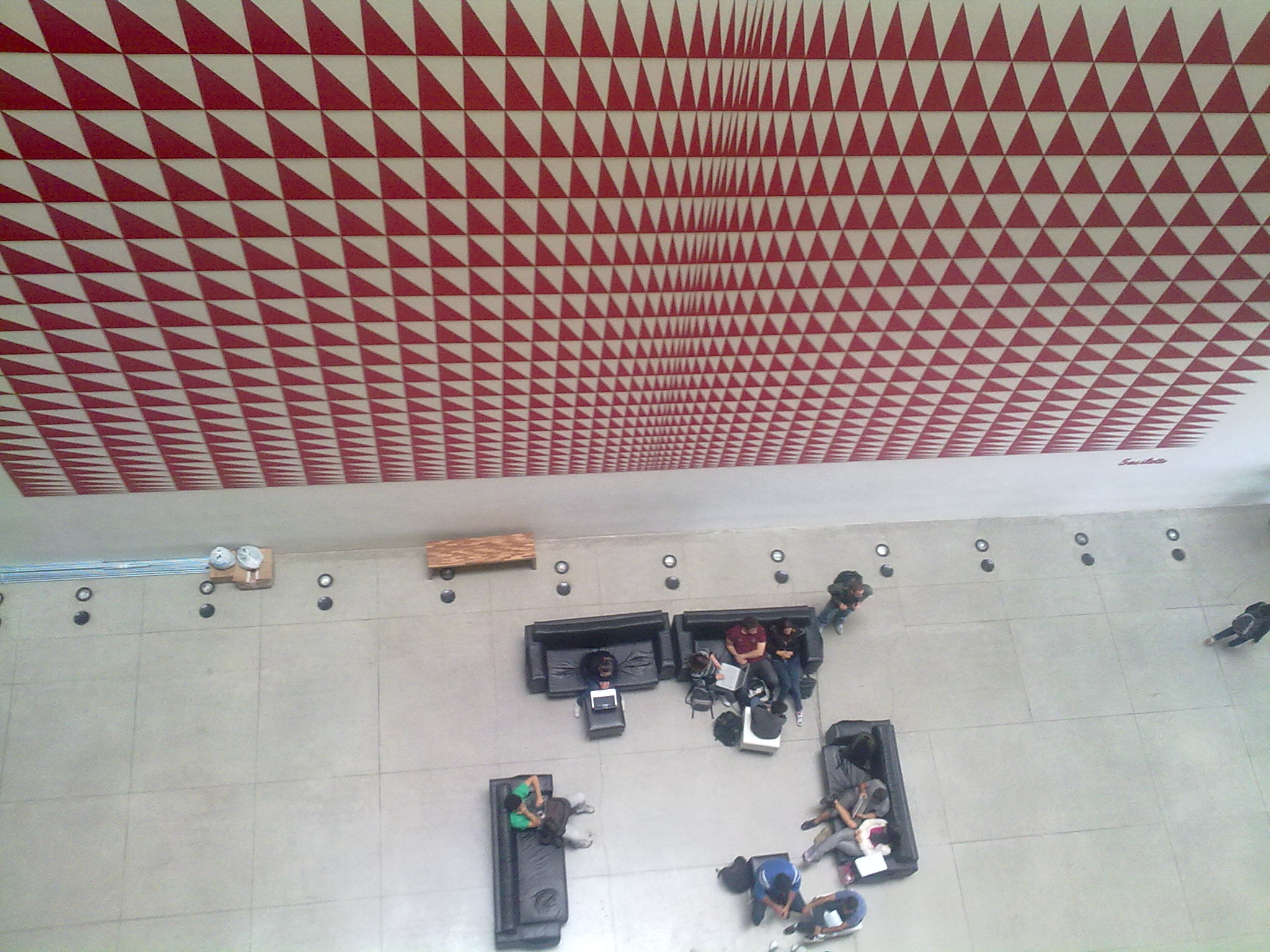
Luiz Sacilotto, Vorhalle des Block B der Universidade Federal do ABC (UFABC) in Santo André
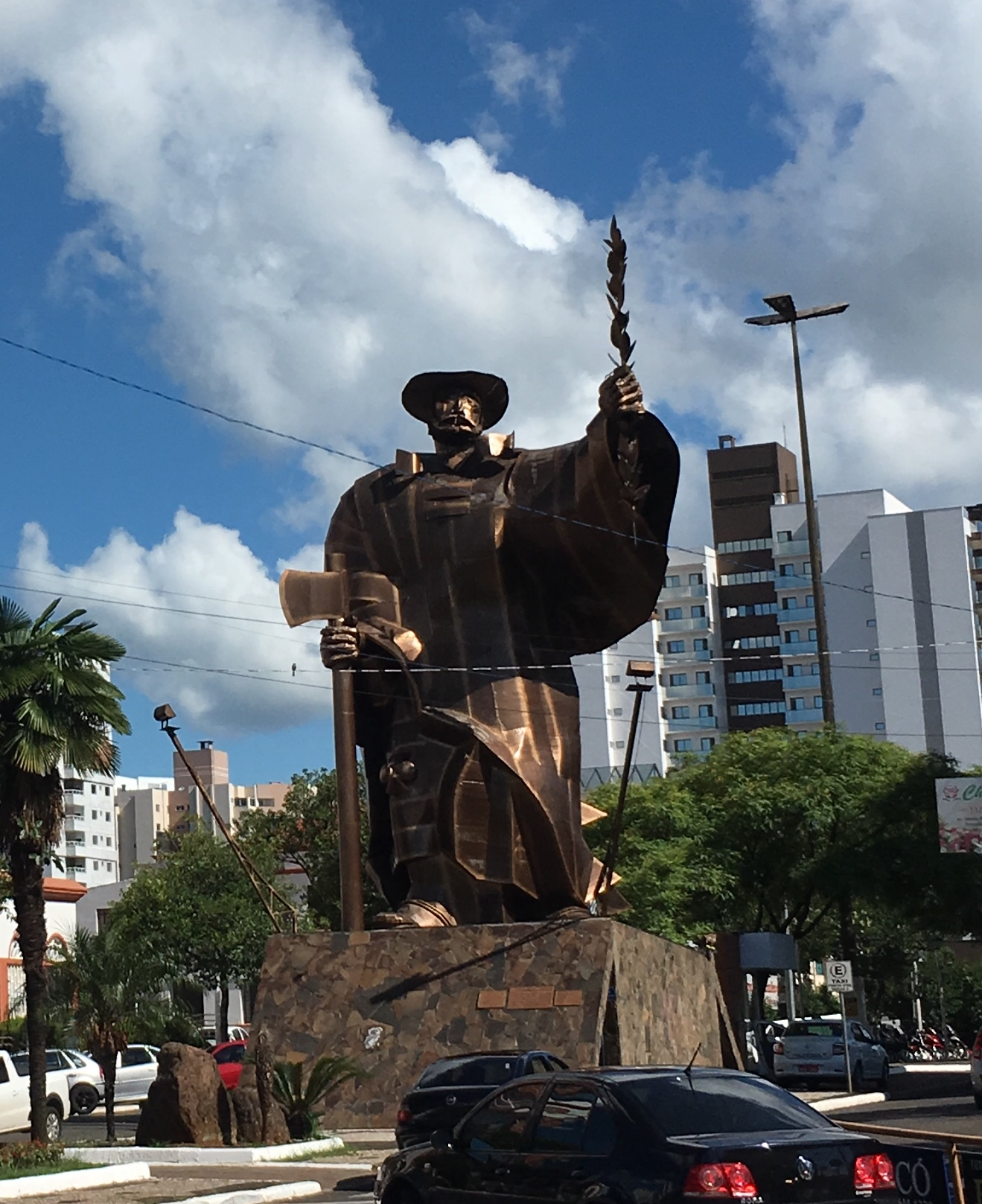
Paulo Batista de Siqueira, O Desbravador, Monument „Der Pionier“ in Chapecó
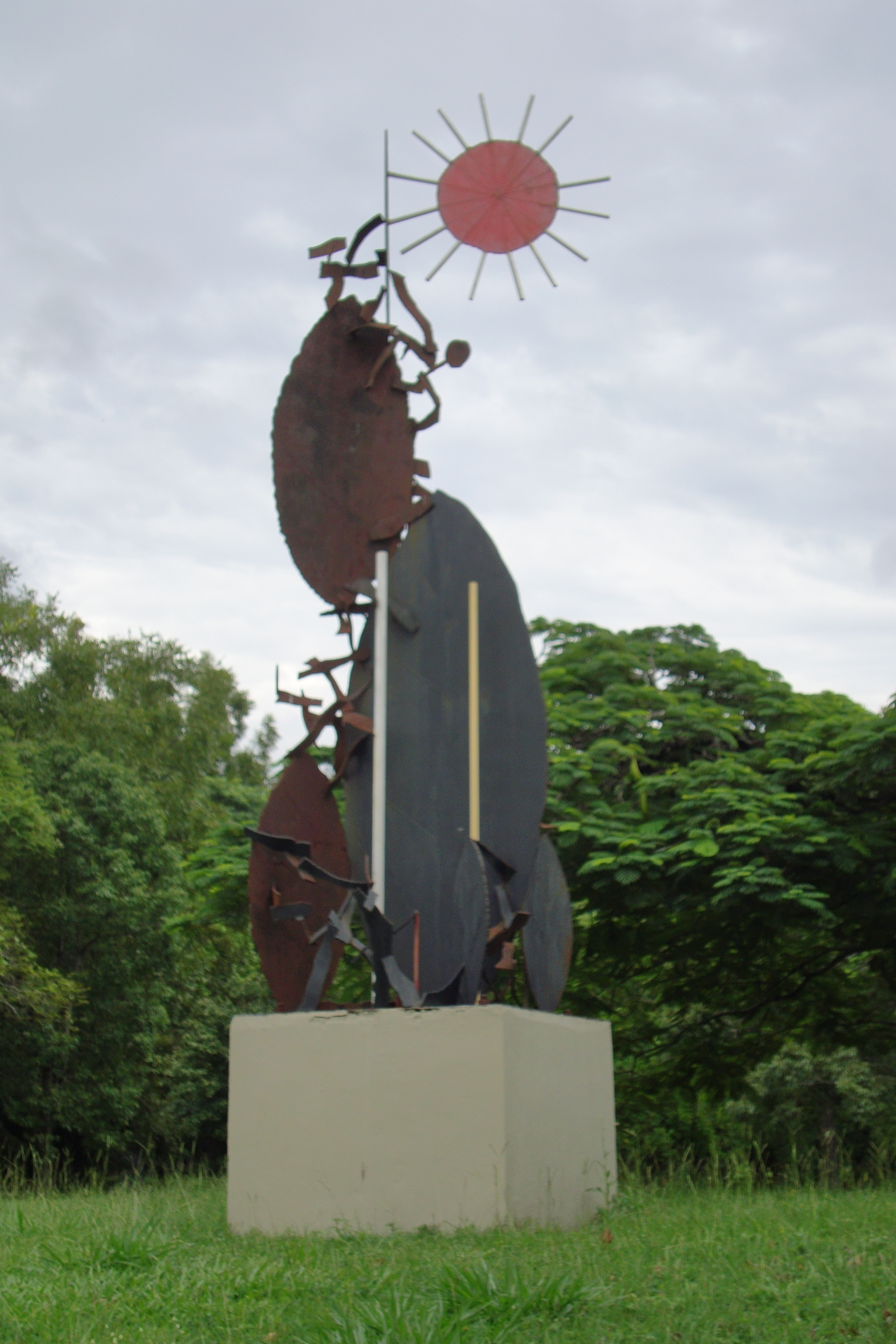
Franz Stockinger, Flor, Monument im Skulpturengarten von Porto Alegre, 1997

## T
- Auguste-Marie Taunay
- Ana Maria Tavares
- Floriano Araújo Teixeira
- Carlos Tenius
- Joaquim Tenreiro
- Amelia Toledo (1926–2017)
- João Xavier Traer
- Tunga (1952–2016), Künstlername
- João Turin

## U
- Heitor Usai

## V
- Bassano Vaccarini
- Rubem Valentim
- Nicolina Vaz de Assis
- José Joaquim da Veiga Vale
- Hildegardo Leão Veloso
- Terezinha Veloso
- Angelo Venosa
- Mary Vieira (1927–2001)
- Fernando Vignoli
- Décio Villares
- Lauro Villares
- Nicolas Vlavianos

## W
- Franz Weissmann

## X
- Ettore Ximenes (1855–1926)

## Y
- Christine Yufon

## Z
- Tarquinio Zambelli
- Amedeo Zani
- Vitorino Zani
- Ottone Zorlini